# Гая (Іспанія)
Гая́ (кат. Gaià) — муніципалітет, розташований в Автономній області Каталонія, в Іспанії. Код муніципалітету за номенклатурою Інституту статистики Каталонії — 80902. Знаходиться у районі (кумарці) Бажас (коди району — 07 та BG) провінції Барселона, згідно з новою адміністративною реформою перебуватиме у складі Баґарії (округи) Центральна Каталонія.

## Населення
Населення міста (у 2007 р.) становить 158 осіб (з них менше 14 років — 16,5 %, від 15 до 64 — 66,5 %, понад 65 років — 17,1 %). У 2006 р. народжуваність склала 1 особа, смертність — 0 осіб, зареєстровано 0 шлюбів. У 2001 р. активне населення становило 74 особи, з них безробітних — 11 осіб.

Серед осіб, які проживали на території міста у 2001 р., 136 народилися в Каталонії (з них 86 осіб у тому самому районі, або кумарці), 11 осіб приїхало з інших областей Іспанії, а 1 особа приїхала з-за кордону. 

Університетську освіту має 6,7 % усього населення. 

У 2001 р. нараховувалося 47 домогосподарств (з них 25,5 % складалися з однієї особи, 21,3 % з двох осіб,10,6 % з 3 осіб, 19,1 % з 4 осіб, 8,5 % з 5 осіб, 10,6 % з 6 осіб, 2,1 % з 7 осіб, 2,1 % з 8 осіб і 0 % з 9 і більше осіб).

Активне населення міста у 2001 р. працювало у таких сферах діяльності: у сільському господарстві — 28,6 %, у промисловості — 17,5 %, на будівництві — 9,5 % і у сфері обслуговування — 44,4 %. 

 У муніципалітеті або у власному районі (кумарці) працює 93 особи, поза районом — 38 осіб.

### Безробіття
У 2007 р. нараховувалося 5 безробітних (у 2006 р. — 2 безробітних), з них чоловіки становили 60 %, а жінки — 40 %.

## Економіка

### Підприємства міста

#### Промислові підприємства
| \| Промислові підприємства міста, за сферою діяльності \| Промислові підприємства міста, за сферою діяльності \| Промислові підприємства міста, за сферою діяльності \| \| Рік \| 2002 р. \| 2001 р. \| \| --------------------------------------------------- \| --------------------------------------------------- \| --------------------------------------------------- \| \| Енергетичні та водні ресурси \| 20 % \| 20 % \| \| Хімія та метали \| 0 % \| 0 % \| \| Переробка металів \| 20 % \| 20 % \| \| Продукти харчування \| 20 % \| 20 % \| \| Текстиль \| 0 % \| 0 % \| \| Виробництво меблів, видання \| 20 % \| 20 % \| \| Інше \| 20 % \| 20 % \| \| Усього підприємств \| 5 \| 5 \| |         |         |
| Промислові підприємства міста, за сферою діяльності |         |         |
| Рік | 2002 р. | 2001 р. |
| Енергетичні та водні ресурси | 20 %    | 20 %    |
| Хімія та метали | 0 %     | 0 %     |
| Переробка металів | 20 %    | 20 %    |
| Продукти харчування | 20 %    | 20 %    |
| Текстиль | 0 %     | 0 %     |
| Виробництво меблів, видання | 20 %    | 20 %    |
| Інше | 20 %    | 20 %    |
| Усього підприємств | 5       | 5       |

#### Роздрібна торгівля
| \| Підприємства роздрібної торгівлі міста, за сферою діяльності \| Підприємства роздрібної торгівлі міста, за сферою діяльності \| Підприємства роздрібної торгівлі міста, за сферою діяльності \| \| Рік \| 2002 р. \| 2001 р. \| \| ------------------------------------------------------------ \| ------------------------------------------------------------ \| ------------------------------------------------------------ \| \| Продукти харчування \| *% \| *% \| \| Одяг та взуття \| *% \| *% \| \| Товари для дому \| *% \| *% \| \| Книги та періодичні видання \| *% \| *% \| \| Промислова хімічна продукція \| *% \| *% \| \| Продукція, пов'язана з транспортними засобами \| *% \| *% \| \| Інше \| *% \| *% \| \| Усього підприємств \| 0 \| 0 \| |         |         |
| Підприємства роздрібної торгівлі міста, за сферою діяльності |         |         |
| Рік | 2002 р. | 2001 р. |
| Продукти харчування | *%      | *%      |
| Одяг та взуття | *%      | *%      |
| Товари для дому | *%      | *%      |
| Книги та періодичні видання | *%      | *%      |
| Промислова хімічна продукція | *%      | *%      |
| Продукція, пов'язана з транспортними засобами | *%      | *%      |
| Інше | *%      | *%      |
| Усього підприємств | 0       | 0       |

#### Сфера послуг
| \| Підприємства міста, що працюють у сфері послуг, за діяльністю \| Підприємства міста, що працюють у сфері послуг, за діяльністю \| Підприємства міста, що працюють у сфері послуг, за діяльністю \| \| Рік \| 2002 р. \| 2001 р. \| \| ------------------------------------------------------------- \| ------------------------------------------------------------- \| ------------------------------------------------------------- \| \| Гуртова торгівля \| 33,3 % \| 33,3 % \| \| Готелі та готельний бізнес \| 66,7 % \| 66,7 % \| \| Транспорт та зв'язок \| 0 % \| 0 % \| \| Посередницькі фінансові послуги \| 0 % \| 0 % \| \| Послуги підприємствам \| 0 % \| 0 % \| \| Послуги фізичним особам \| 0 % \| 0 % \| \| Нерухомість та ін. \| 0 % \| 0 % \| \| Усього підприємств \| 6 \| 6 \| |         |         |
| Підприємства міста, що працюють у сфері послуг, за діяльністю |         |         |
| Рік | 2002 р. | 2001 р. |
| Гуртова торгівля | 33,3 %  | 33,3 %  |
| Готелі та готельний бізнес | 66,7 %  | 66,7 %  |
| Транспорт та зв'язок | 0 %     | 0 %     |
| Посередницькі фінансові послуги | 0 %     | 0 %     |
| Послуги підприємствам | 0 %     | 0 %     |
| Послуги фізичним особам | 0 %     | 0 %     |
| Нерухомість та ін. | 0 %     | 0 %     |
| Усього підприємств | 6       | 6       |

## Житловий фонд
У 2001 р. 0 % усіх родин (домогосподарств) мали житло метражем до 59 м2, 8,5 % — від 60 до 89 м2, 44,7 % — від 90 до 119 м2 і
46,8 % — понад 120 м2.

З усіх будівель у 2001 р. 70 % було одноповерховими, 28 % — двоповерховими, 1 % — триповерховими, 1 % — чотириповерховими, 0 % — п'ятиповерховими, 0 % — шестиповерховими,
0 % — семиповерховими, 0 % — з вісьмома та більше поверхами.

## Автопарк
| \| Автомобілі, зареєстровані у місті, за призначенням \| Автомобілі, зареєстровані у місті, за призначенням \| Автомобілі, зареєстровані у місті, за призначенням \| \| Рік \| 2006 р. \| 2005 р. \| \| -------------------------------------------------- \| -------------------------------------------------- \| -------------------------------------------------- \| \| Приватні автомобілі \| 55,6 % \| 55,5 % \| \| Мотоцикли \| 12,3 % \| 12,7 % \| \| Вантажівки \| 28,7 % \| 27,7 % \| \| Трактори \| 0 % \| 0 % \| \| Автобуси та ін. \| 3,5 % \| 4 % \| \| Усього автомобілів \| 171 шт. \| 173 шт. \| |         |         |
| Автомобілі, зареєстровані у місті, за призначенням |         |         |
| Рік | 2006 р. | 2005 р. |
| Приватні автомобілі | 55,6 %  | 55,5 %  |
| Мотоцикли | 12,3 %  | 12,7 %  |
| Вантажівки | 28,7 %  | 27,7 %  |
| Трактори | 0 %     | 0 %     |
| Автобуси та ін. | 3,5 %   | 4 %     |
| Усього автомобілів | 171 шт. | 173 шт. |

## Вживання каталанської мови
У 2001 р. каталанську мову у місті розуміли 99,3 % усього населення (у 1996 р. — 99,4 %), вміли говорити нею 94,6 % (у 1996 р. — 92,4 %), вміли читати 93,2 % (у 1996 р. — 86 %), вміли писати 66 % (у 1996 р. — 61,8 %). Не розуміли каталанської мови 0,7 %.

## Політичні уподобання
У виборах до Парламенту Каталонії у 2006 р. взяло участь 82 особи (у 2003 р. — 95 осіб). Голоси за політичні сили розподілилися таким чином:
| \| Вибори до Парламенту Каталонії \| Вибори до Парламенту Каталонії \| Вибори до Парламенту Каталонії \| \| Рік \| 2006 р. \| 2003 р. \| \| -------------------------------------- \| ------------------------------ \| ------------------------------ \| \| Конвергенція та Єднання (CiU) \| 52,4 % \| 55,8 % \| \| Соціалістична партія Каталонії (PSC) \| 14,6 % \| 25,3 % \| \| Народна партія (PP) \| 3,7 % \| 2,1 % \| \| Ініціатива за зелену Каталонію (IC) \| 2,4 % \| 4,2 % \| \| Республіканська лівиця Каталонії (ERC) \| 24,4 % \| 12,6 % \| \| Громадянська партія (C's) \| 0 % \| 0 % \| \| Інші \| 2,4 % \| 0 % \| |         |         |
| Вибори до Парламенту Каталонії |         |         |
| Рік | 2006 р. | 2003 р. |
| Конвергенція та Єднання (CiU) | 52,4 %  | 55,8 %  |
| Соціалістична партія Каталонії (PSC) | 14,6 %  | 25,3 %  |
| Народна партія (PP) | 3,7 %   | 2,1 %   |
| Ініціатива за зелену Каталонію (IC) | 2,4 %   | 4,2 %   |
| Республіканська лівиця Каталонії (ERC) | 24,4 %  | 12,6 %  |
| Громадянська партія (C's) | 0 %     | 0 %     |
| Інші | 2,4 %   | 0 %     |